# جون دبليو. غوين
جون دبليو. غوين هو محامي وقاضي وسياسي أمريكي، ولد في 20 أكتوبر 1889 في فيكتور في الولايات المتحدة، وتوفي في 5 يوليو 1972 في واترلو في الولايات المتحدة. نشط حزبياً في الحزب الجمهوري. وقد انتخب قاضي (1920 – 1926) وانتخب عضو مجلس النواب الأمريكي ‏.